# Edgar Gaudiano
Edgar Javier González Gaudiano (Municipio de Campeche, 1948) es un ingeniero químico, pedagogo, investigador y educador ambiental mexicano.

## Trayectoria

### Formación
Estudió ingeniería química (1967‑1971) y pedagogía (1975‑1978) en la Universidad Nacional Autónoma de México, así como la maestría en pedagogía (1979-1980) dentro de la misma casa de estudios. Gaudiano obtuvo el doctorado en filosofía y ciencias de la educación en la Universidad Nacional de Educación a Distancia en 1988. 

### Docencia
Se desempeñó como profesor de tiempo completo en el Centro Universitario de Ciencias Biológicas y Agropecuarias de la Universidad de Guadalajara, de 1995 a 1996; como profesor de asignatura en la Facultad de filosofía y letras de la UNAM, de 1972 a 2007, y como profesor investigador de tiempo completo en el Instituto de Investigaciones Sociales de la Universidad Autónoma de Nuevo León , de 2006 a 2009. 

### Trayectoria
Fungió como director del área de educación ambiental de la Secretaría de Desarrollo Urbano y Ecología (1993 - 1994); como asesor en la coordinación de humanidades de la UNAM (1998 - 1999); como director general del Centro de Educación y Capacitación para el Desarrollo Sustentable de la SEMARNAT (1995 - 2000) y como asesor del secretario de educación pública (2001 - 2006). Actualmente es el director general de la Unidad de Estudios de Posgrado de la Universidad Veracruzana (2021 -).

## Publicaciones
| Año  | Título                                                                           | Editorial                       | ISBN                   |
| ---- | -------------------------------------------------------------------------------- | ------------------------------- | ---------------------- |
| 1994 | Elementos estratégicos para el desarrollo de la educación ambiental en México    | UDEG-WWF                        | ISBN 968-838-341-4     |
| 1997 | Educación ambiental: Historia y conceptos a veinte años de Tbilisi               | SITESA                          | ISBN 970-629-140-7     |
| 1998 | ¿Quién es quién en educación ambiental en Iberoamérica? Reporte de investigación | UDEG-SEMARNAP-UNICEF            | ISBN 968-895-798-4     |
| 1998 | Centro y periferia de la educación ambiental. Un enfoque antiesencialista        | Mundi-Prensa                    | ISBN 968-7462-06-X     |
| 2006 | Educação ambiental                                                               | Colecção Horizontes Pedagógicos | ISBN 978-972-771-850-4 |
| 2007 | Educación ambiental. Trayectorias, rasgos y escenarios                           | Plaza y Valdés-UANL             | ISBN 978-970-722-618-0 |
| 2009 | Tendencias y oportunidades de la sustentabilidad en México. México               | Plaza y Valdés-UANL             | ISBN 978-697-402-135-6 |

| Año  | Título | Coautores | Editorial                    | ISBN                   |
| ---- | --- | --- | ---------------------------- | ---------------------- |
| 1986 | Bases Generales de la Educación Indígena | De Alba, A; Pardo, Teresa; W. Silva, T; Hernández, Franco, G; Courdiel, Ernesto; Varese, Stefano; Lewing, P                     | SEP                          | ISBN 968-291279-2      |
| 1990 | Prácticas de la educación ambiental para la enseñanza secundaria: la basura                                                                                     | Villamil Ávila, Sonia | SEDUE                        | ISBN 968-838-091-1     |
| 1993 | Prácticas de educación ambiental para la enseñanza secundaria                                                                                                   | Loyden Sosa, Esmeralda; Rode Aldana, Gerardo; García Casanova, María Guadalupe                                                  | SEDESOL                      | ISBN 968-838-203-2     |
| 1995 | Hacia una Estrategia Nacional y Plan de Acción en Educación Ambiental                                                                                           | Alicia de Alba, Salvador Morelos Ochoa y Octavio Santamaría Gallegos                                                            | SEMARNAP                     | ISBN 968-29-8056-9     |
| 1997 | Evaluación de programas de educación ambiental. Experiencias en América Latina y el Caribe                                                                      | De Alba, A. | SEMARNAP                     | ISBN 968-29-8056-9     |
| 2000 | Curriculum in the Postmodern Condition | De Alba, Alicia; Lankshear, Colin y Peters, Michael                                                                             | SEMARNAP                     | ISBN 968-36-5705-2     |
| 2005 | Los derechos humanos en el hogar, en la escuela y en la sociedad                                                                                                | Álvarez Arellano, Lilian; Susana Ríos, Szalay                                                                                   | SEP                          | ISBN 970-33-0022-7     |
| 2006 | Conocimiento del ambiente y prevención de riesgos en la familia y en la comunidad                                                                               | María Teresa Vázquez Contreras, Tania Berrocal Espino, Lilian Álvarez Arellano, Elia Arjonilla y Cristina Cortinas              | SEP                          | ISBN 970-9765-12-4     |
| 2006 | México: Diálogo social para el proyecto de nación | Gutiérrez Garza, E.; Lylia Palacios H.; José Luis Solís G.; Julio Puente Quintanilla.                                           | UANL                         | ISBN 970-722-543-2     |
| 2009 | México. Democracia, participación social y proyecto de nación                                                                                                   | Gutiérrez Garza, Esthela; González Gaudiano, Edgar J.; González Solís, José Luis, Puente Quintanilla, Julio y Mancha, Gloria L. | UANL                         | ISBN 978-607-03-0120-9 |
| 2010 | De las teorías del desarrollo al desarrollo sustentable: Construcción de un enfoque multidisciplinario                                                          | Gutiérrez Garza, Esthela | UANL                         | ISBN 978-607-03-0143-8 |
| 2012 | Representaciones sociales de la educación ambiental. Influencia de los discursos ambientales en las representaciones construidas y sus implicaciones educativas | Terrón Amigón, Esperanza | Editorial Académica Española | ISBN 978-3-659-02745-1 |
| 2012 | Indicadores de sustentabilidad en el estado de Nuevo León | Gutiérrez Garza, E. (coord.); Ramírez, Carlos; Infante, José María; Puente, Julio César et al.                                  | UANL                         | ISBN 978-607-03-0377-7 |
| 2013 | Los jóvenes universitarios y el cambio climático. Un estudio de representaciones sociales                                                                       | Ana Lucía Maldonado González | Colección Biblioteca         | ISBN 978-607-502-230-7 |
| 2018 | Conoce y valora el cambio climático. Propuestas para trabajar en grupo                                                                                          | Cruz Sánchez, Gloria E., Meira Cartea, Pablo A. y Méndez Andrade, Luis M.                                                       | Universidad Veracruzana      | 139-786-075-026-428    |

## Reconocimientos y premios
- (2004) Premio al Mérito Ecológico, Sector Académico, otorgado por SEMARNAT.
- (2007) Premio UANL de Investigación, del área de Humanidades.[2]
- (2012) Medalla al Mérito Ecológico “Dr. Gonzalo Halffter”.